# Крохалёвка (деревня)
Крохалёвка — деревня в Коченёвском районе Новосибирской области России. Входит в состав Прокудского сельсовета.

## География
Площадь деревни — 105 гектаров.

## История
Основана в 1700 году. В 1928 году состояла из 223 хозяйств, основное население — русские. В административном отношении являлось центром Крохалёвского сельсовета Бугринского района Новосибирского округа Сибирского края.

## Население
| 1926 | 2002 | 2007 | 2010 |
| ---- | ---- | ---- | ---- |
| 1205 | ↘252 | ↗280 | ↘254 |

## Инфраструктура
В деревне по данным на 2007 год функционирует 1 учреждение здравоохранения.